# بيت الشرعي (العرش)

تعديل مصدري - تعديل

حارة بيت الشرعي هي إحدى حارات مدينة ملاح أحد مدن محافظة البيضاء، بلغ تعداد سكانها 1264 نسمة حسب تعداد اليمن لعام 2004.